# Carminodoris
Genre
Carminodoris est un genre de mollusques nudibranches de la famille des Discodorididae.

## Liste des espèces
Selon World Register of Marine Species (10 juillet 2021) :
- Carminodoris armata Baba, 1993
- Carminodoris bifurcata Baba, 1993
- Carminodoris boucheti Ortea, 1979
- Carminodoris bramale (Fahey & Gosliner, 2003)
- Carminodoris cockerelli Risbec, 1930
- Carminodoris estrelyado (Gosliner & Behrens, 1998)
- Carminodoris flammea (Fahey & Gosliner, 2003)
- Carminodoris grandiflora (Pease, 1860)
- Carminodoris hansrosaorum (Dominguez, Garcia & Troncoso, 2006)
- Carminodoris madibenthos (Ortea, 2016)
- Carminodoris mauritiana Bergh, 1889
- Carminodoris nodulosa (Angas, 1864)
- Carminodoris punctulifera (Bergh, 1907)
- Carminodoris pustulata (Abraham, 1877)
- Carminodoris spinobranchialis  Ortea & Martínez, 1992

- Carminodoris flavescens Risbec, 1937 (nomen dubium)

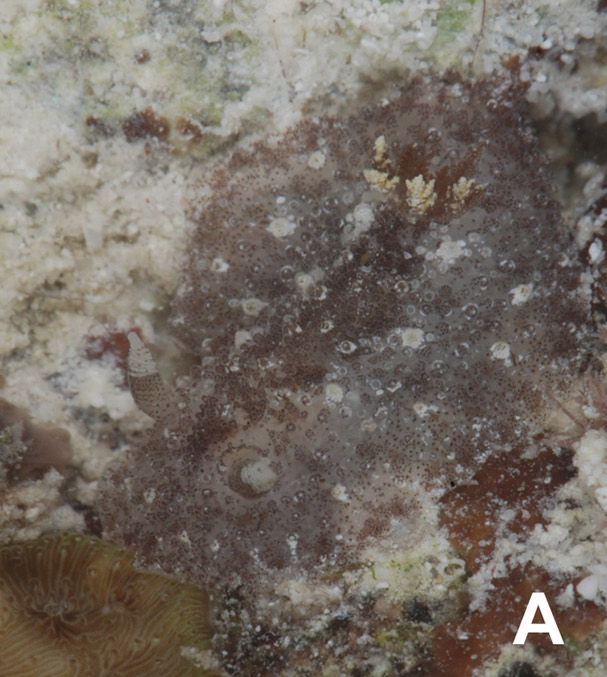
Carminodoris bifurcata
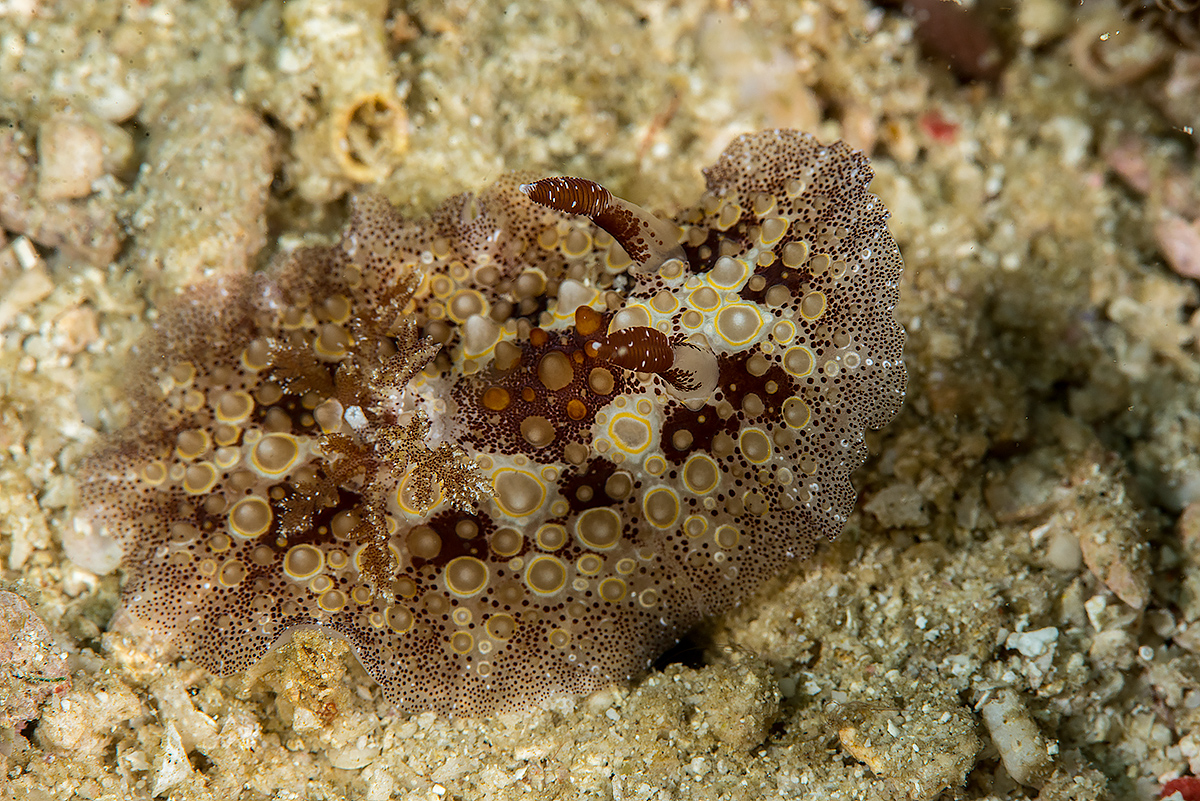
Carminodoris estrelyado
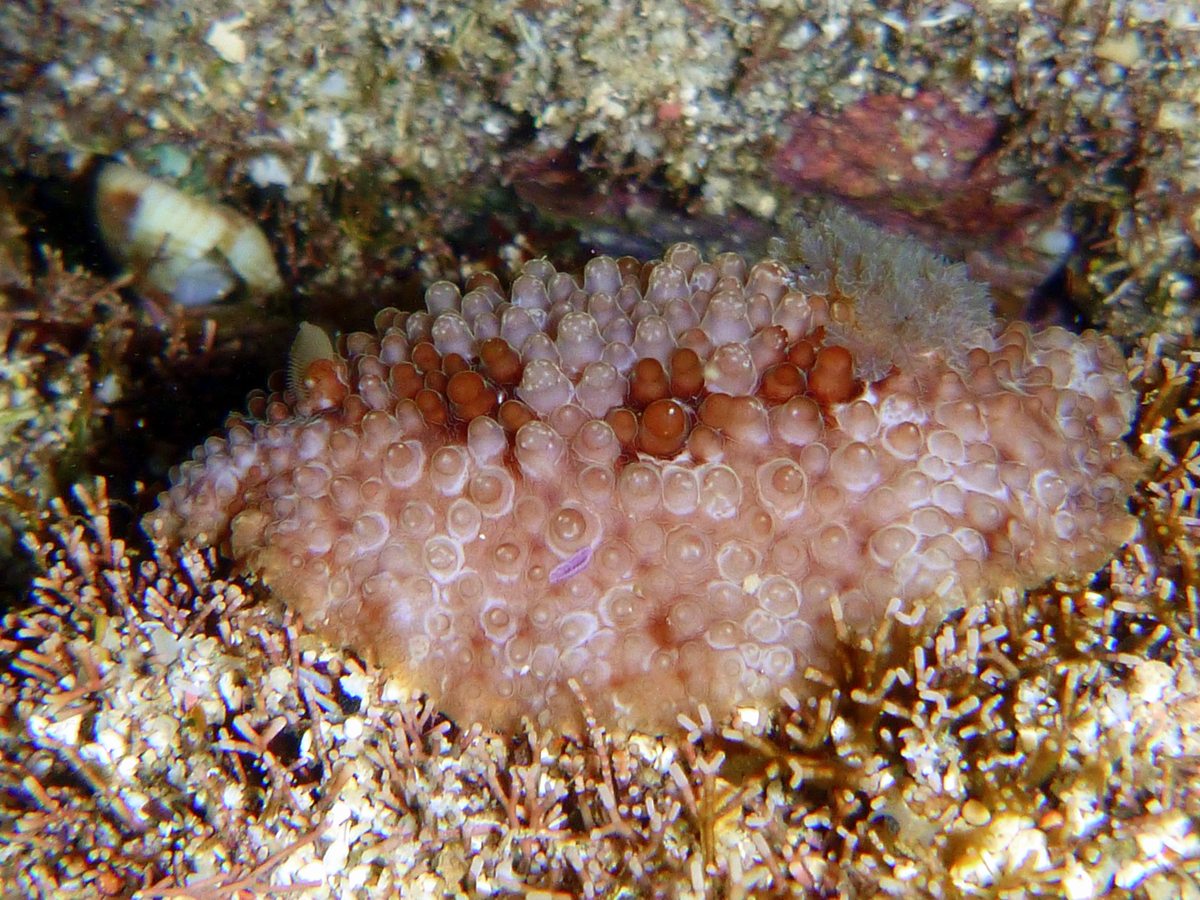
Carminodoris grandiflora

## Publication originale
- Bergh, L.S.R. 1889. Malacologische Untersuchungen. In C. Semper ed., Reisen im Archipel der Philippinen. Kreidel, Wiesbaden. Theil 3, Heft 16. Pages 815–872 pls 82–84. (BHL - p.818 Carminodoris)